# The Idries Shah Foundation
The Idries Shah Foundation è un'organizzazione educativa e culturale indipendente istituita dalla famiglia del defunto Idries Shah, pensatore, scrittore e insegnante della tradizione mistica sufi, che ha scritto oltre quaranta libri su argomenti che spaziano dalla psicologia alla spiritualità, da diari di viaggio agli studi sulle culture.
Con sede a Londra, in Inghilterra, l'organizzazione benefica è stata istituita principalmente per lo studio, la promozione e la diffusione della conoscenza delle arti, della letteratura, della cultura e del patrimonio Sufi, con particolare attenzione alle opere di Idries Shah.
Il ramo editoriale della fondazione, ISF Publishing,ha reso disponibili libri, ebook, audiobook.

## Obiettivo

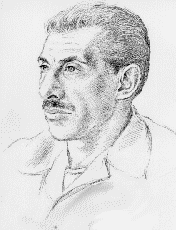
Idries Shah

L'obiettivo della Fondazione è "promuovere la tolleranza e la comprensione interculturale attraverso la più ampia diffusione possibile nel mondo delle idee sufi contemporanee. Lo scopo è "tradurre le opere di Idries Shah nelle lingue orientali al fine di contribuire a preservare le idee e i valori sufi nel mondo islamico, laddove hanno avuto origine.
Il ramo editoriale della fondazione,ISF Publishing, ha pianificato di ripubblicare tra il 2015 e il 2020, l'intero corpus delle opere di Idries Shah in inglese in forma di libri a stampa, ebook e audiobook. Per la prima volta sono state realizzate anche edizioni americane e in lingua spagnola. La fondazione sta anche lavorando alla realizzazione di traduzioni delle pubblicazioni di Shah in lingue orientali quali l'arabo, il dari, il pashtu, l'urdu il turco. sono in programma traduzioni anche in altre lingue orientali ed europee. Inoltre la fondazione è impegnata a creare un archivio digitale online dei manoscritti e di materiale relativo a di Idries Shah e a rendere disponibili le opere di Shah a biblioteche, scuole e università orientali ed occidentali. The Idries Shah Foundation ha sostituito la precedente organizzazione educativa The Institute for Cultural Research (ICR).

## Progetto Libri per i bambini dell'Afghanistan
L'obiettivo principale del progetto dell'istituto dedicato ai libri per l'infanzia per l'Afghanistan è fornire gratuitamente edizioni illustrate a colori delle storie di Idries Shah ai bambini dell'Afghanistan. I fondi ricavati dalla vendita di titoli in edizione limitata sono destinati a questo progetto. Utilizzando il modello creato dall'ente benefico americano, l'Institute for the Study of Human Knowledge (Hoopoe Books), l'istituto sta realizzando una propria serie di libri per bambini e ha ricevuto dei fondi per produrli.

## Amici di ISF
Tutti possono diventare Amici della Idries Shah Foundation, registrandosi con un indirizzo email sul sito web della fondazione. Gli amici della ISF ricevono mensilmente o trimestralmente newsletter circa i progressi e le attività della fondazione.
Ogni anno, gli amici della ISF sono invitati a partecipare ad una serata speciale. L'evento di solito si tiene in autunno presso l'Institute of Ecotechnics, October Gallery, Bloomsbury a Londra.

## Storia
The Idries Shah Foundation è stata registrata come organizzazione benefica britannica il 18 February 2013. I fondatori fiduciari erano Clare Maxwell-Hudson, Gillian Whitworth e il Dr. Riad Kocache. (Clare Maxwell-Hudson e Gillian Whitworth già erano stati impegnati nell'ICR).
I tre figli di Shah, Saira Shah, Safia Shah and Tahir Shah pur essendo coinvolti nella ISF non sono fiduciari dal momento che sono i proprietari del copyright di Shah e da questo potrebbe derivare un conflitto di interessi.
Nel 2014 si è celebrato il cinquantesimo anniversario della pubblicazione del primo libro di Idries Shah sul Sufismo, I Sufi, che il premio nobel Doris Lessing, scrivendo su The Washington Post, descrive come “a seminal book of the century, even a watershed.” ("un libro fondamentale del secolo, persino uno spartiacque") Quell'anno in occasione dell'evento sono state realizzate edizioni a stampa e in ebook dell'opera a cura della appena costituita ISF Publishing in associazione con  The Idries Shah Foundation.
Come parte di una più ampia iniziativa, The Idries Shah Foundation ha iniziato a rendere disponibili nuove edizioni di libri,ebook e audiobook di oltre 35 titoli di Shah in inglese, accanto a traduzioni in altre lingue occidentali e orientali. Inoltre, man mano che i libri di Idries Shah sono ripubblicati, se ne rende libera e gratuita la lettura online sul sito web della fondazione e anche su Google Books.
Nel 2014, The Idries Shah Foundation in partnership con Books With Wings ha anche distribuito gratuitamente 32.000 libri di Idries Shah, insieme a correlati classici orientali, alle scuole, alle università e alle biblioteche pubblica in Afghanistan.

### UNESCO World Tales Short Story Competition
A gennaio 2020, l'UNESCO in collaborazione con The Idries Shah Foundation ha indetto il concorso di racconti brevi "World Tales", in cui adolescenti di tutto il mondo sono invitati a scrivere in forma di breve racconto a proposito delle sfide presenti e future e a condividere le loro prospettive. "

## Accoglienza

### Cinquantesimo anniversario deI Sufi(1964–2014)
Nell'articolo del 2014 sul sito web di Al Jazeera, in occasione del cinquantesimo anniversario della prima pubblicazione de I Sufi, John Bell e John Zada scrivono dell'ondata di intollerante estremismo militante in Oriente e Africa e della distruzione di molte risorse culturali quali biblioteche e tempi e moschee, patrimoni dell'UNESCO World Heritage, in luoghi come Timbuctù.
Descrivendo il profilo storico ricco e variegato della tollerante tradizione Sufi, gli autori suggeriscono che il materiale nel recentemente ripubblicato libro di Shah  I Sufi fornisce un utile e quanto mai tempestivo contrappunto e antidoto a tale estremismo in Oriente, al consumismo in Occidente, all'intolleranza e al dogmatismo e alle menti chiuse che gli autori stessi e Shah considerano come "prigioni" mentali ed emotive.
In un articolo correlato in The Guardian, l'autore Jason Webster è anch'egli dell'opinione che la cosiddetta Via Sufi è l'antidoto naturale al fanatismo. 
Webster afferma che tra i classici Sufi dell'Islam  troviamo (tra molti altri) l'eclettico poeta persiano Omar Khayyám, l'andaluso  Averroè, il poeta e agiografo persiano Farid al-Din 'Attar, e il poeta e teologo persiano  Jalāl ad-Dīn Rumi. Lo scrittore inoltre nota che quando I Sufi apparve per la prima volta, The Washington Post lo definì “il libro fondamentale del secolo”, e che l'opera aveva attratto scrittori come Doris Lessing, J. D. Salinger e Geoffrey Grigson. Il poeta Ted Hughes lo descrisse come “stupefacente” e scrisse che “I Sufi devono esse la più grande società di uomini sensibili sulla faccia della terra". Secondo il critico, altri in Occidente sono stati attratti o influenzati dal Sufismo tra cui  San Francesco d'Assisi, il romanziere, poeta e drammaturgo Miguel de Cervantes, il poeta e diplomatico Sir Richard Burton, il grande politico britannico Winston Churchill, e il diplomatico ed economista Dag Hammarskjöld.
Sottolineando l'importanza dell'impegno della Fondazione, Webster scrive che "mezzo secolo dopo, la missione della fondazione di promuovere le idee di Shah in Medio Oriente si adatta all'antica preoccupazione sufi di trasmettere la conoscenza tra le diverse culture, specie nei momenti di maggiore bisogno. In una certa misura, i classici, ai quali Shah ha attinto per portare il sufismo in Occidente, sono trascurati dalle generazioni più giovani.”
In un altro articolo correlato sul blog ufficiale di Asian Affairs l'autore Robert Twigger scrive a proposito dei cinquant'anni dalla prima pubblicazione de I Sufi. osserva che l'introduzione al libro ad opera del popolare poeta, romanziere, critico e classicista, Robert Graves contribuì a far sì che il libro fosse notato, e che  Shah ebbe il sostegno dello psicologo americano Robert Ornstein e della pluripremiata scrittrice Doris Lessing. Più recentemente, anche lo storico William Dalrymple  ha esspresso il suo debito nei confronti delle opere di Shah, come anche  ha fatto Oliver Burkeman l'autore ed editorialista de The Guardian.
Twigger scrive che sebbene Shah sia morto nel 1996, The Idries Shah Foundation porta avanti il lavoro. Twigger è dell'opinione che “ironicamente,il materiale originale portato da Shah dal mondo orientale ha subito una persecuzione fino all'estinzione in molte regioni d'Oriente” e, aggiunge che  “le truppe d'assalto dell'ISIS un giorno se ne andranno e le persone avranno bisogno di ritornare alla  loro eredità culturale.”

### Siti Web
- The Idries Shah Foundation official web site
- ISF Publishing
- https://www.facebook.com/IdriesShah/

### Video
- ISF book donation to Afghanistan
- Sufis book launch, 50th anniversary

### Letture di storie, commissionate da ISF
- Michael Palin reads "The Food of Paradise", from Idries Shah's World Tales
- Stephen Fry reads "Tom Tit Tot", from Idries Shah's World Tales